# لوکا بیاجینی
لوکا بیاجینی (ایتالیایی: Luca Biagini؛ زادهٔ ۳ اکتبر ۱۹۴۹) بازیگر و صداپیشه اهل ایتالیا است. وی از سال ۲۰۱۰ دوبلور ثابت ایتالیایی هیو لوری در مجموعهٔ تلویزیونی دکتر هاوس است.
از سریال‌های تلویزیونی که وی در آن‌ها نقش داشته‌است، می‌توان به دختر سروان اشاره نمود.